# Svend Jakobsen
Svend Jakobsen (ur. 1 listopada 1935 w Ulstedzie, zm. 28 maja 2022) – duński polityk, minister w różnych resortach, poseł do Folketingetu i jego przewodniczący od 1981 do 1989.

## Życiorys
W 1955 zdał egzamin na asystenta handlowego. Pracował m.in. jako konsultant w organizacji spółdzielczej Fællesforeningen for Danmarks Brugsforeninger (FDB). Działał w Socialdemokraterne, w latach 1971–1989 sprawował mandat posła do duńskiego parlamentu. Był członkiem rządów Ankera Jørgensena. Pełnił w nich funkcje ministra mieszkalnictwa (od września do grudnia 1973), ministra ds. podatków (od lutego 1975 do lutego 1977), ministra mieszkalnictwa i środowiska (od stycznia do lutego 1977), ministra rybołówstwa (od lutego 1977 do października 1979) oraz ministra finansów (od października 1979 do grudnia 1981). Od grudnia 1981 do stycznia 1989 sprawował urząd przewodniczącego Folketingetu.
W latach 1990–1994 pełnił funkcję prezesa organizacji zrzeszającej instytucje sektora bankowego. Był też m.in. przewodniczącym duńskiego towarzystwa onkologicznego (1993–2001) i przewodniczącym rady muzeum Arken Museum for Moderne Kunst (1997–2007).